# Héctor Ambriz
Héctor Ambriz, né le 24 mai 1984 à Orange (Californie) aux États-Unis, est un ancien lanceur droitier de la Ligue majeure de baseball.

## Carrière

### Indians de Cleveland
Après des études secondaires à la Valencia High School de Placentia (Californie), Héctor Ambriz est drafté en juin 2002 par les White Sox de Chicago au 28e tour de sélection. Il repousse l'offre et suit des études supérieures à l'Université de Californie à Los Angeles où il porte les couleurs des UCLA Bruins de 2003 à 2006.
Ambriz rejoint les rangs professionnels après la draft de juin 2006 au cours de laquelle il est sélectionné par les Diamondbacks de l'Arizona au cinquième tour. Il perçoit un bonus de 160 000 dollars à la signature de son premier contrat professionnel.
Encore joueur de Ligues mineures, il est transféré chez les Indians de Cleveland le décembre 2009 via le repêchache de la règle 5.
Blessé au coude gauche (tendinite), le joueur aurait pu être renvoyé chez les Diamondbacks, mais les Indians le placent sur la liste des blessés le 27 mars, décidant ainsi de le conserver dans leurs rangs.
Ambriz quitte la liste des blessés le 30 avril et fait ses débuts en Ligue majeure le jour même en restant sur le monticule pendant une manche (aucun point accordé, un coup sûr) pendant la huitième manche d'un match à domicile contre les Twins du Minnesota. Absent du jeu en 2011 après une opération au bras, il ne joue qu'en ligues mineures pour un club-école des Indians en 2012 avant d'être mis sous contrat en juin par les Astros de Houston.

### Astros de Houston
Ambriz est envoyé au monticule 18 fois par les Astros en 2012. Il affiche une moyenne de points mérités de 4,19 en 19 manches et un tiers lancées, avec une victoire, une défaite et 22 retraits sur des prises.
Il enregistre son premier sauvetage dans les majeures le 3 avril 2013 contre les Rangers du Texas.

## Statistiques
| Saison | Équipe    | G  | GS | CG | SHO | V | D | SV | IP   | SO | ERA  |
| ------ | --------- | -- | -- | -- | --- | - | - | -- | ---- | -- | ---- |
| 2010   | Cleveland | 34 | 0  | 0  | 0   | 0 | 2 | 0  | 48.1 | 37 | 5,59 |
| Totaux | Totaux    | 34 | 0  | 0  | 0   | 0 | 2 | 0  | 48.1 | 37 | 5,59 |

Note : G = Matches joués ; GS = Matches comme lanceur partant ; CG = Matches complets ; SHO = Blanchissages ; 
V = Victoires ; D = Défaites ; SV = Sauvetages ; IP = Manches lancées ; SO = Retraits sur des prises ; ERA = Moyenne de points mérités.